# الكراثة (العراق)
الكراثة منطقة عراقية في ناحية بصية بقضاء السلمان بمحافظة المثنى بصحراء الدبدبة، بالبادية العراقية جنوب العراق.